# Samtgemeinde Elm-Asse
De Samtgemeinde Elm-Asse is een samenwerkingsverband in de Duitse deelstaat Nedersaksen. De Samtgemeinde is op 1 januari 2015 ontstaan uit de fusie van de Samtgemeinden Schöppenstedt en Asse. Bestuurszetel is de stad Schöppenstedt. Elm-Asse telt 18.893 inwoners (stand 2012) op een oppervlakte van 213,37 km².

## Geschiedenis
Eind 2011 ondertekenden de fusiepartners een verdrag tot samenvoeging van beide Samtgemeinden. Reden voor de fusie was de zwakke financiële situatie van de Samtgemeinden. De raden van beide Samtgemeinden stemden in november 2013 in met de fusie.

## Deelnemende gemeenten
- Dahlum
- Denkte
- Hedeper
- Kissenbrück
- Kneitlingen
- Remlingen-Semmenstedt
- Roklum
- Schöppenstedt
- Uehrde
- Vahlberg
- Winnigstedt
- Wittmar

## Bron
- Hauptsatzung der Samtgemeinde Elm-Asse